# Едлицкий, Ежи

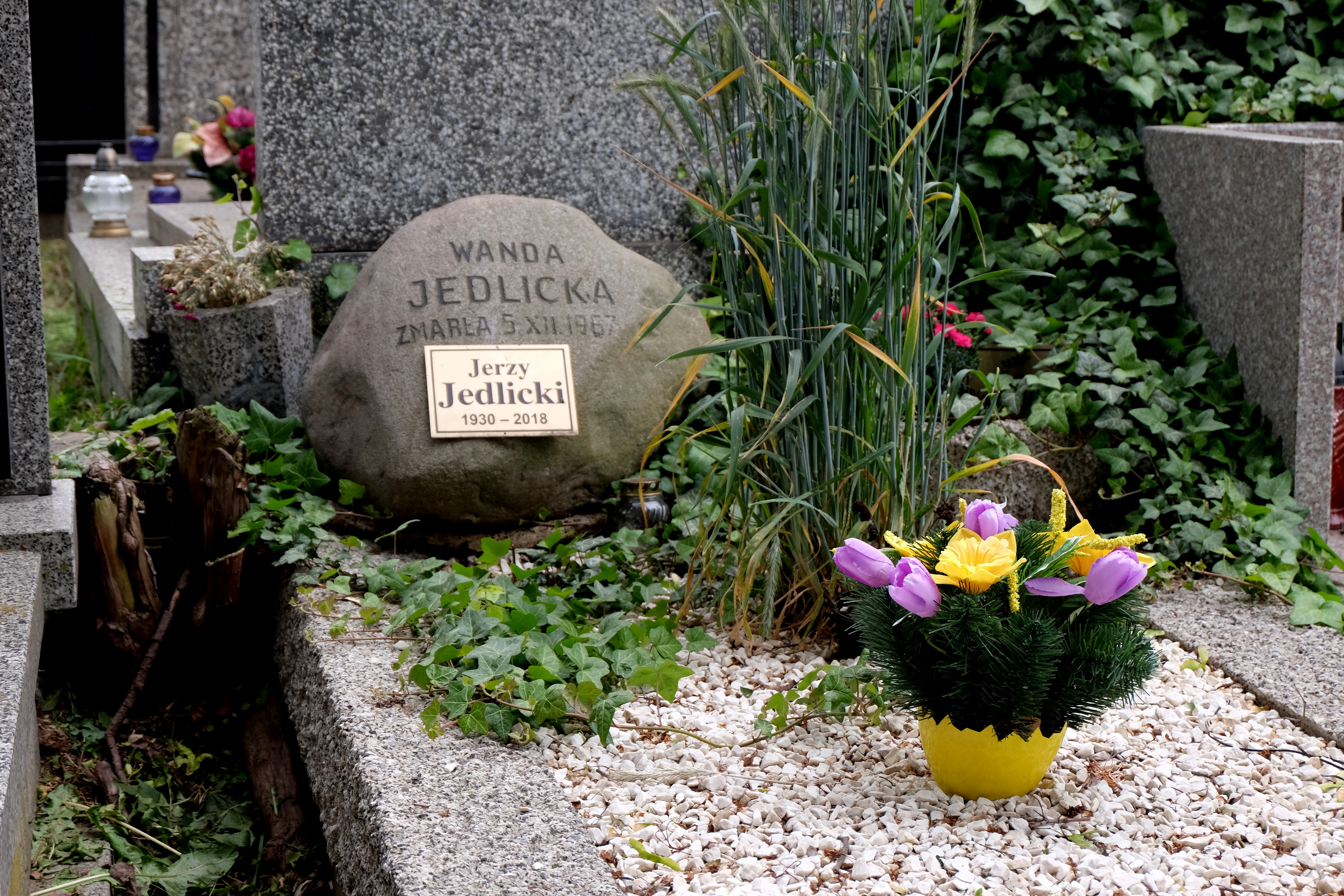
Его могила на кладбище военных в отставке, Варшава

Ежи Анджей Едлицкий (пол. Jerzy Andrzej Jedlicki; 16 июня 1930, Варшава — 31 января 2018, там же) — польский историк идей, председатель Общества против антисемитизма и ксенофобии «Otwarta Rzeczpospolita», профессор Института истории ПАН.

## Биография
Родился в ассимилированной еврейской семье под фамилией Гроссман.
В 1952 окончил Варшавский университет по специальности «социология». Затем получил степени доктора (1960) и хабилитированного доктора (1967). В 1980 году получил звание доцента, а в 1989 году стал профессором. В профессиональном плане с 1954 года был связан с Институтом истории Польской академии наук, где возглавлял Лабораторию истории интеллигенции. В первой половине 1980-х он также был лектором в Варшавском университете.
С 1948 года состоял в Союзе борьбы молодых как молодёжном крыле Польской рабочей партии, а затем в Союзе польской молодёжи. В 1952—1968 член Польской объединённой рабочей партии, которую покинул в знак протеста против «мартовских событий» (единственным из сотрудником Института истории ПАН). Представлял «ревизионистско-марксистское» крыло, участвовал в дискуссиях в клубе «Кривой круг», был подписантом «Мемориала 101» польских интеллектуалов против изменений в Конституцию Польской Народной Республики. С 1977 года принимал участие в организации Летучего университета, а затем Общество научных курсов. В качестве лектора дискуссионного клуба он сотрудничал с Комитетом студенческой солидарности и участвовал в семинаре «Опыт и будущее».
На фоне августовских событий 1980 года подписал обращение к коммунистическим властям 64 ученых, писателей и публицистов о диалоге с бастующими рабочими, а затем сам стал членом движения «Солидарность». После введения военного положения интернирован с декабря 1981 по июль 1982. После освобождения публиковался в подпольных журналах.

## Избранные публикации
- Какой цивилизации требуют поляки («Jakiej cywilizacji Polacy potrzebują»)
- Плохо рожденные, или про исторический опыт («Źle urodzeni, czyli o doświadczeniu historycznym»)
- Мир выродился. Опасения и суждения критиков современности («Świat zwyrodniały. Lęki i wyroki krytyków nowoczesności»)
- Klejnot i bariery społeczne: przeobrażenia szlachectwa polskiego w schyłkowym okresie feudalizmu, Warszawa 1968
- Błędne koło 1832—1864, Instytut Historii PAN, Warszawa 2008 — w pracy zbiorowej Dzieje inteligencji polskiej do roku 1918